# José Figueroa Alcorta
José María Cornelio del Corazón de Jesús Figueroa Alcorta (Córdoba; 20 de noviembre de 1860 - Buenos Aires, 27 de diciembre de 1931), conocido más comúnmente como José Figueroa Alcorta fue un abogado y político argentino, única persona en ejercer la titularidad de los tres poderes del Estado en la Argentina: fue vicepresidente de la Nación (por ende, presidente natural del Senado de la Nación) desde el 12 de octubre de 1904 hasta el 12 de marzo de 1906, presidente de la Nación desde esa fecha (al fallecer el entonces presidente electo Manuel Quintana) hasta el 12 de octubre de 1910 y presidente de la Corte Suprema de Justicia de la Nación Argentina desde el 19 de octubre de 1929 hasta su fallecimiento, el 27 de diciembre de 1931.

## Infancia y juventud
Nació el 20 de noviembre de 1860 en la Ciudad de Córdoba, hijo de José Cornelio de Figueroa Valverde y de Teodosia Alcorta Isnardi. Estudió en el colegio de Monserrat, y derecho en la Universidad de Córdoba.
Participó como constructor para la Municipalidad de Córdoba, y para el Ferrocarril Central Norte Argentino. También fue periodista y escribió en los diarios "El Interior" y "La Época".
Contrajo matrimonio el 16 de abril de 1888 con Josefa Julia Bouquet Roldán (1863-1941), oriunda de Bell Ville.
Como muchos de los dirigentes políticos de la época, formaba parte de sociedades secretas. Al ser disuelta la Logia Piedad y Unión N.º 34 de Córdoba, se constituye un círculo secreto donde ingresa Figueroa Alcorta, regularizándose el 19 de febrero de 1892 al reinstalarse libremente. Miembro más tarde de la Logia Bernardino Rivadavia N.º 174 de Buenos Aires.

## Del Unicato juarista al Senado de la Nación
Al año de egreso de la Facultad de Derecho integraba como senador la Legislatura de Córdoba. Eran tiempos de "juarismo" y el joven abogado frecuentaba "El Panal", el principal club político de la ciudad mediterránea dirigido por Marcos N. Juárez, hermano del presidente Miguel Juárez Celman, Jefe de Policía y promotor de la candidatura presidencial de Ramón J. Cárcano y de la suya propia a la gobernación de Córdoba. Figueroa Alcorta hizo méritos oficialistas en "El Interior", órgano del juarismo, y en marzo de 1888 contribuyó como legislador y periodista a promover un juicio político por malversación de fondos públicos contra el gobernador Ambrosio Olmos, que no se entusiasmaba por la candidatura de Cárcano, el joven Director de Correos y Telégrafos de la Nación.
Desde el autonomismo local se apoyó la llegada a la gobernación de Juárez que, el 18 de mayo de 1889, lo designó ministro secretario de Gobierno, Justicia y Culto. La caída del presidente Miguel Juárez Celman en agosto de 1890, arrastró al ejecutivo cordobés y dejó a Figueroa Alcorta fuera del gabinete. Ubicuo y dotado de buenas conexiones políticas, el nuevo gobernador Eleazar Garzón lo hizo diputado provincial primero, y ministro secretario de Hacienda después con la anuencia de Julio Argentino Roca.
El 7 de febrero de 1892, de la mano del expresidente Roca, fue elegido diputado nacional por Córdoba. La labor de la Cámara no era destacable, sino sólo la tribuna donde los abogados recién egresados ensayaban sus dotes oratorias; pero fue el trampolín de Figueroa Alcorta hacia su próximo objetivo político: la gobernación de su Provincia.
Más allá de las disputas internas en el Partido Autonomista Nacional y de la férrea oposición de los cívicos, el oficialismo retuvo el Ejecutivo provincial de la mano del binomio conformado por Figueroa Alcorta y José A. Ortiz y Herrera, entonces director del recientemente creado Hospital de Niños.
Dotó a su gobierno de gran dinamismo, favorecido por el fin de la crisis económica de 1890. Fundó varias colonias agrícolas que en la actualidad son pueblos de alguna importancia, como Santa Eufemia y General Deheza. Sancionó la Ley de Educación común, que establecía su obligatoriedad e iniciaba los trabajos manuales en las escuelas. Instaló las primeras cinco sucursales en su provincia del Banco de la Nación Argentina. En 1898 sostuvo la candidatura presidencial de Roca.
Finalizado su período como ejecutivo de la provincia, la Asamblea Legislativa lo designó senador nacional —refugio natural de los exgobernadores— por nueve años.

## Vicepresidente de la República: revolución radical y enfermedad de Quintana
Al acercarse el término del segundo mandato constitucional de Julio A. Roca, la Convención de Notables de 1903 postuló al Diputado Manuel Quintana a la presidencia de la Nación, sin pronunciarse respecto de la Vicepresidencia, porque Roca pretendía que Marco Aurelio Avellaneda ocupara ese lugar si no conseguía imponerlo en el primer término de la fórmula. El Partido Autonomista Nacional debió afrontar la elección primaria sin saber quién sería el vicepresidente. La negativa despechada de Avellaneda, hizo surgir a Figueroa Alcorta, elegido por Roca en una reunión privada en la que participaron Quintana, Marcelino Ugarte y Benito Villanueva. Por lo tanto, el exgobernador de Córdoba asumió como vicepresidente, acompañando al presidente Manuel Quintana, el 12 de octubre de 1904.
Al producirse la revolución radical de 1905, el vicepresidente se encontraba de vacaciones en Córdoba, y fue tomado de rehén por los revolucionarios y, obligado por estos a abrir una comunicación telegráfica con el presidente Quintana; luego fue alejado del telégrafo y liberado, mientras los rebeldes pedían al presidente inmunidad para los jefes militares implicados, a lo que mandatario se negó.
Creyendo que el mensaje había sido escrito por Figueroa Alcorta, el presidente se resintió con su segundo, distanciándose desde entonces ambos miembros de la fórmula presidencial. Figueroa Alcorta guardó silencio ante las acusaciones de los allegados a Quintana, lo cual permitió a estos atribuirle debilidad de carácter e iniciar una campaña para eliminarlo del cargo por medio del juicio político. 
El gobernador de la provincia de Buenos Aires, Marcelino Ugarte, temiendo que, ante la mala salud del por entonces presidente, el ejecutivo quedara a cargo de un "roquista", apoyó los ataques contra el vicepresidente y, desde el diario La Nación, el ingeniero Emilio Mitre inició una serie de ataques sobre Figueroa Alcorta, que sólo fue acallado por el estado de sitio. Desde Europa, Carlos Pellegrini asumió su defensa. Finalmente, los problemas de salud obligaron a Manuel Quintana a tomarse licencia del cargo en enero de 1906 hasta su fallecimiento en marzo de aquel año.

## Presidencia

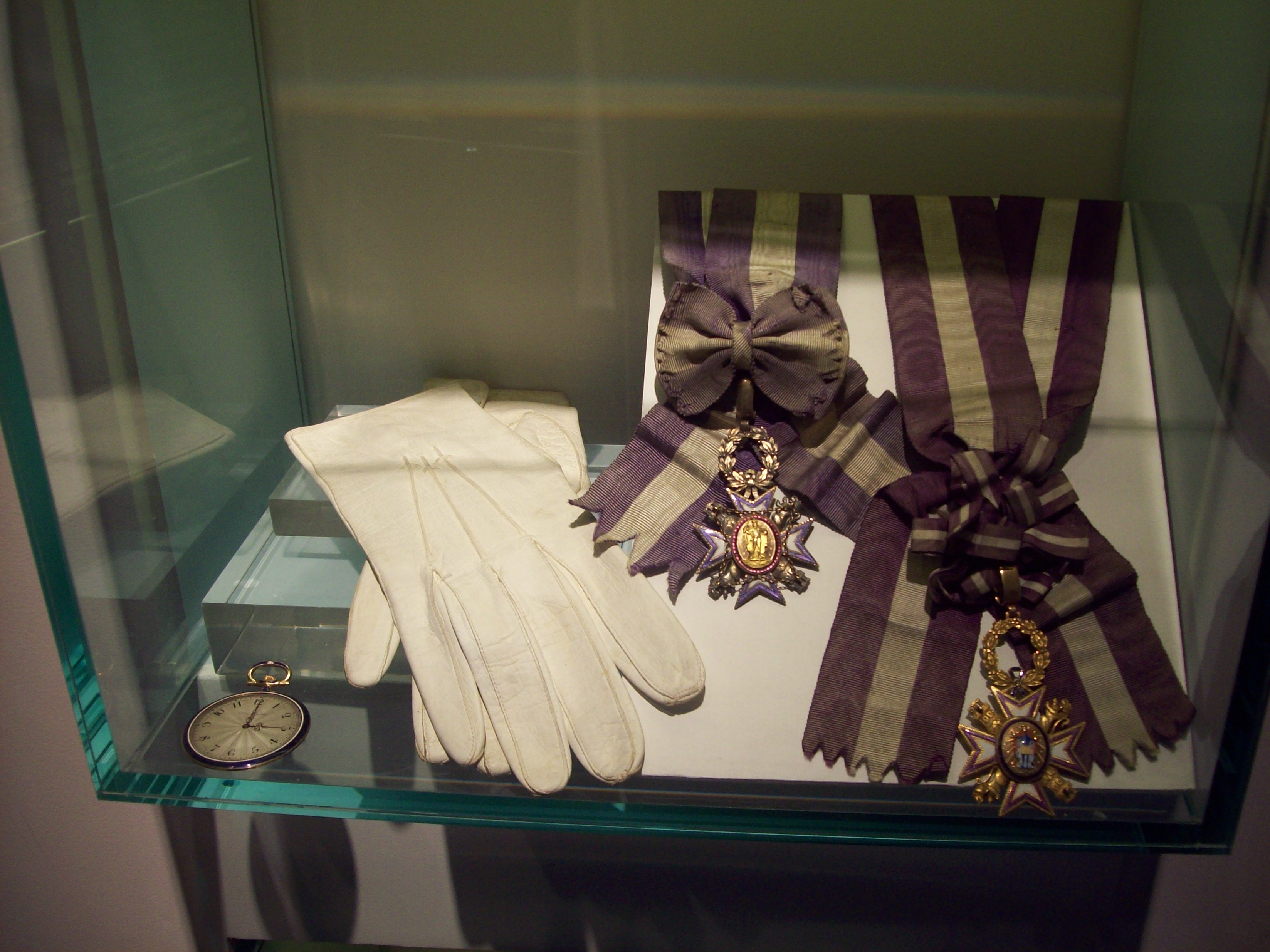
Orden de María Luisa otorgada por el gobierno español a la esposa del Presidente argentino por el Centenario de la Revolución de Mayo. Los guantes blancos y el reloj pertenecieron al presidente Manuel Quintana.

Ante el progresivo deterioro de la salud del presidente Quintana, Figueroa Alcorta asumió la presidencia en forma permanente el 25 de enero de 1906; la muerte del presidente —el 12 de marzo del mismo año— lo obligó a jurar como presidente titular.
El nuevo presidente se apoyó inicialmente en el grupo roquista del PAN, alejándose definitivamente de los mitristas. Cuando asumió, Roca estaba prácticamente retirado de la acción política, por lo que el presidente creyó poder actuar con mayor libertad. Ocurrió exactamente lo contrario: los dirigentes roquistas buscaban reorganizar el partido, y en lo único que se pusieron de acuerdo fue en obligar al presidente a someterse a esa reorganización; como este quiso mantener su independencia, obstruyeron sistemáticamente todas sus acciones en el Congreso.

### Economía
En octubre de 1907, un equipo que perforaba en busca de agua descubrió petróleo en Comodoro Rivadavia, un aislado puerto del Territorio Nacional del Chubut, donde se habían establecido estancieros y colonos bóeres, provenientes de Sudáfrica. No era la primera vez que se explotaba petróleo en la Argentina, ya que entre 1887 y 1897 se habían explotado algunos pozos en la provincia de Mendoza por parte de particulares, pero el descubrimiento de Comodoro Rivadavia tuvo mucha mayor relevancia: no sólo porque se trató de un yacimiento de primera magnitud, sino por haber sido descubierto por una repartición pública en tierras fiscales. El presidente Figueroa Alcorta solicitó al Congreso la reserva fiscal de un gran territorio alrededor del yacimiento, para que el Estado lo explotara en exclusiva. No obstante, el Congreso terminó aprobando –en 1909– la reserva de apenas algo más del 10% de la superficie solicitada. El senador Joaquín V. González llegó a afirmar que la reserva estatal era inconstitucional, dejando en claro un solapado enfrentamiento entre sectores liberales y estatistas en el PAN.
La economía seguía girando en torno a la exportación de carne y granos. Hubo algunos avances tecnológicos, como el comienzo del reemplazo de la carne ovina congelada por la carne vacuna enfriada, que llevaría al reemplazo gradual del ganado ovino por el vacuno. Los frigoríficos enfriadores serían, además, la puerta de entrada de los capitales estadounidenses en la Argentina, iniciando un reemplazo del capital británico que llevaba medio siglo. Por su parte, la exportación de granos siguió creciendo, llegando a ocupar el primer lugar entre las exportaciones al final del período.
El Presidente del Tribunal Superior de Cuentas de la Nación fue, durante su gobierno, el exreligioso Julián Cobas Figueroa, destacado economista nacido en Santiago de Compostela, que lo apoyó durante toda su gestión presidencial.

### Transportes y comunicaciones
Entre 1904   y   1910 los ferrocarriles aumentaron su extensión en casi un 50%, alcanzando los 27 000 kilómetros y extendiendo sus ramales por toda la región pampeana. Desde 1907 estuvieron regulados por la Ley 5.315, que uniformaba los regímenes legales de las empresas ferroviarias; entre otras disposiciones, prorrogaba los beneficios impositivos de las empresas y obligaba a las empresas a aportar a un fondo para construcción de caminos hacia las estaciones; como contrapartida, prohibía establecer rutas paralelas a las vías férreas.
En 1907 el presidente José Figueroa Alcorta pasó en tren por la ciudad de Cura Malal y Coronel Suárez, esta información puede ser encontrada en los libros de historia de la ciudad de Coronel Suárez en la Biblioteca Popular Sarmiento.
El 5 de abril de 1910 se inauguró el Ferrocarril Trasandino, que comunicaba Mendoza con Los Andes.
Durante su presidencia tuvo lugar uno de los hitos principales en el desarrollo de la telegrafía argentina: el 3 de junio de 1910 se inauguraba el Cable Argentino a Europa Vía Ascensión con un saludo del presidente argentino José Figueroa Alcorta al rey Jorge V de Gran Bretaña: 

"José Figueroa Alcorta, Presidente de la República Argentina, saluda con júbilo en este día a S. M. el Rey Jorge V de la Gran Bretaña e Irlanda y sus dominios, por el doble motivo de ser el del natalicio de S. M. haciendo votos por su felicidad personal, por la de su familia, y por un largo y próspero reinado; y a la vez en celebración del cable directo Argentino a Ascensión que queda inaugurado y entregado al servicio público desde hoy, entre uno y otro país y que servirá para facilitar las comunicaciones, dar mayor impulso al comercio y estrechar aún más las cordiales relaciones que felizmente unen a los Estados".

### Relaciones exteriores
La situación internacional se mantuvo en una situación de conflicto permanente con el Brasil por la supremacía naval y diplomática en la región. Los cancilleres de la Argentina – Estanislao Zeballos– y del Brasil –el Barón de Río Branco (que consideraba a Alcorta un "demente", "tresloucado Alcorta", en portugués) – desarrollaron una escalada armamentista conocida como la "diplomacia de los acorazados" y se acusaron mutuamente de intenciones expansionistas.
Como consecuencia del crecimiento de posiciones nacionalistas, se generó un conflicto con el Uruguay por la delimitación de los límites en el Río de la Plata, que se solucionó con un protocolo en el año 1909.
En julio de 1909, el presidente Figueroa Alcorta se pronunció en un laudo arbitral entre Perú y Bolivia, en la región cauchera del río Acre; la resolución fue rechazada por Bolivia, que llegó a romper relaciones diplomáticas con la Argentina. Al año siguiente, en medio de los festejos por el Centenario de la Revolución de Mayo, las mismas fueron reanudadas.

### Liquidación del roquismo
El enfrentamiento de Figueroa Alcorta con el Congreso, dominado por el PAN, creció sostenidamente a lo largo del tiempo. En enero de 1908, el Congreso se negaba a tratar el Presupuesto Nacional para el año que ya había empezado, pese a haberse llamado a sesiones extraordinarias con ese solo fin. Figueroa Alcorta decidió entonces dar un golpe de efecto: el 25 de enero retiró el proyecto, clausuró las sesiones extraordinarias, declaró vigente el presupuesto de 1907 y clausuró el Congreso, ocupándolo con fuerzas policiales. Se trató de una decisión inédita, que causó enorme impresión en el país; los oficialistas reaccionaron acusando al presidente, por boca de Estanislao Zeballos, de haber realizado un "golpe de estado".
De inmediato, el presidente rompió con los restos de las facciones de seguidores de Roca y, para reforzar su posición, intervino la gobernación de La Rioja e hizo elegir allí a un gobernador de su confianza; buena parte de los diputados optaron por unirse al proyecto de Figueroa Alcorta. El presidente armó rápidamente las listas de sus candidatos a diputados y venció en las elecciones de marzo, dejando definitivamente a los roquistas en minoría. El sistema caudillista armado por Roca y sus amigos quedaba clausurado, pero claramente muchos de los seguidores de Figueroa Alcorta deseaban armar uno nuevo, en el cual los beneficiarios serían ellos.
Buscó un acercamiento con los radicales, indultó a los detenidos por la revolución de 1905 y se entrevistó en secreto con Hipólito Yrigoyen. Su idea era evitar nuevas revoluciones e incitar al radicalismo a levantar la abstención electoral, pero Yrigoyen condicionó esta segunda medida a la sanción legal de una reforma política. Figueroa Alcorta envió sucesivos proyectos de reforma electoral al Congreso, pero estos fueron ignorados; el radicalismo continuó en la abstención.
En los meses siguientes, todos los grupos opositores —republicanos, autonomistas, católicos y hasta algunos radicales— se acercaron al gobierno, tratando de forzarlo a llevar adelante una reforma política profunda. El más sinceramente entusiasta a este respecto, y el más prestigioso de ellos, era Roque Sáenz Peña; pronto quedó claro que sería el candidato oficial a la presidencia. A lo largo del año 1909 y principios de 1910, Sáenz Peña armó un nuevo conglomerado de partidos, la Unión Nacional, con el cual obtendría la victoria en las elecciones de 1910.

### La "cuestión social"

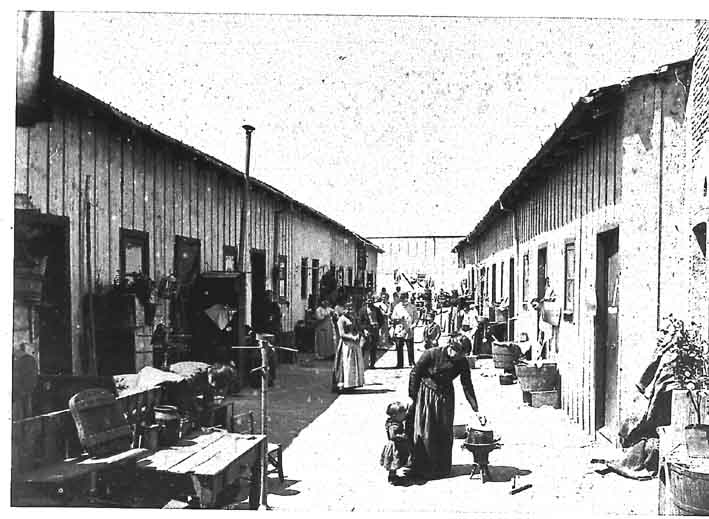
La población trabajadora vivía hacinada en conventillos.

A principios del siglo XX, la actividad sindical —que había sido esporádica en la última década del siglo anterior— experimentó un significativo aumento. La aparición de dos centrales obreras rivales —la Federación Obrera Regional Argentina en 1901, y la Unión General de Trabajadores en 1903— dio impulso a repetidas huelgas y manifestaciones. Las protestas no se limitaron a una empresa por vez, sino que se producían huelgas por sector e incluso protestas por problemas generales, como las manifestaciones contra el costo de los alquileres. Junto a las ideas socialistas, tuvo un breve auge la ideología anarquista, que llegó a tener una gran expansión durante las primeras décadas del siglo.
El sindicalismo era considerado más como una cuestión policial que una cuestión de derechos, y las actividades sindicales eran reprimidas con dureza: en 1902 se había sancionado la Ley de Residencia, que autorizaba al Poder Ejecutivo a expulsar del país a cualquier inmigrante sin sentencia judicial, por la simple acusación de comprometer la seguridad nacional o perturbar el orden público.
Una medida adoptada por Figueroa en sus años de Presidente, tuvo que ver un poco con una reivindicación histórica, pero a su vez con una cuestión de seguridad personal, al asignarle por decreto al recreado Regimiento de Granaderos a Caballo la tarea de convertirse en escolta de la Presidencia de la Nación. Este Regimiento, cuya fundación fuera obra del General de la Patria José de San Martín, había sido refundado como Escuadrón el tres de febrero de 1903, por iniciativa del entonces presidente Roca, como parte de los homenajes por el 90.º aniversario de la Batalla de San Lorenzo. Figueroa Alcorta puso a este regimiento, en su nueva función de escoltas el 15 de julio de 1907.
Los jefes de policía reprimían las manifestaciones como si se tratara de crímenes; el comisario Ramón L. Falcón, jefe de la Policía de la Capital, ordenó reprimir una manifestación el 1 de mayo de 1909, causando 11 muertos y 105 heridos, y al día siguiente reprimió a los obreros que acompañaban los féretros de las víctimas, en lo que se llamó la semana roja. En respuesta, el anarquista Simón Radowitzky lo asesinó el 14 de noviembre en un crimen que conmocionó a la sociedad. Las organizaciones de izquierda, en cambio, justificaron plenamente el crimen. Un año y medio antes, el anarquista Francisco Solano Regis había cometido un intento fallido de asesinar al propio presidente.
Excepto en los sectores más conservadores y autoritarios, se había difundido la idea de que era necesario resolver la llamada "cuestión social"; no tanto por razones de justicia social, sino para evitar que los obreros cayeran en tendencias cada vez más radicales. Así, a principios del siglo se habían sancionado las primeras leyes regulando las relaciones entre empleadores y empleados, e incluso se planteó un proyecto de Código del Trabajo, iniciativa de Joaquín V. González.
La Iglesia Católica tenía su propia solución: organizaciones de trabajadores católicos, que buscaban paliar los efectos de la pobreza por medio de la cooperación entre los trabajadores y la caridad de los más adinerados.
En 1910, poco antes de los festejos por el Centenario, las dos centrales obreras se lanzaron a una huelga general. El gobierno reaccionó con extrema dureza: se sancionó el estado de sitio, fueron arrestados centenares de dirigentes, se cerraron los diarios sindicales, y se sancionó la Ley de Defensa Social, que extendía las restricciones de la Ley de Residencia, habilitando al Poder Ejecutivo a arrestar indefinidamente a cualquier sospechoso de adherir al anarquismo.
Es que el régimen conservador pretendía festejar, junto con el Centenario de la creación de la Nación, su propio éxito, el éxito del modelo de país que había forjado.

### El Centenario

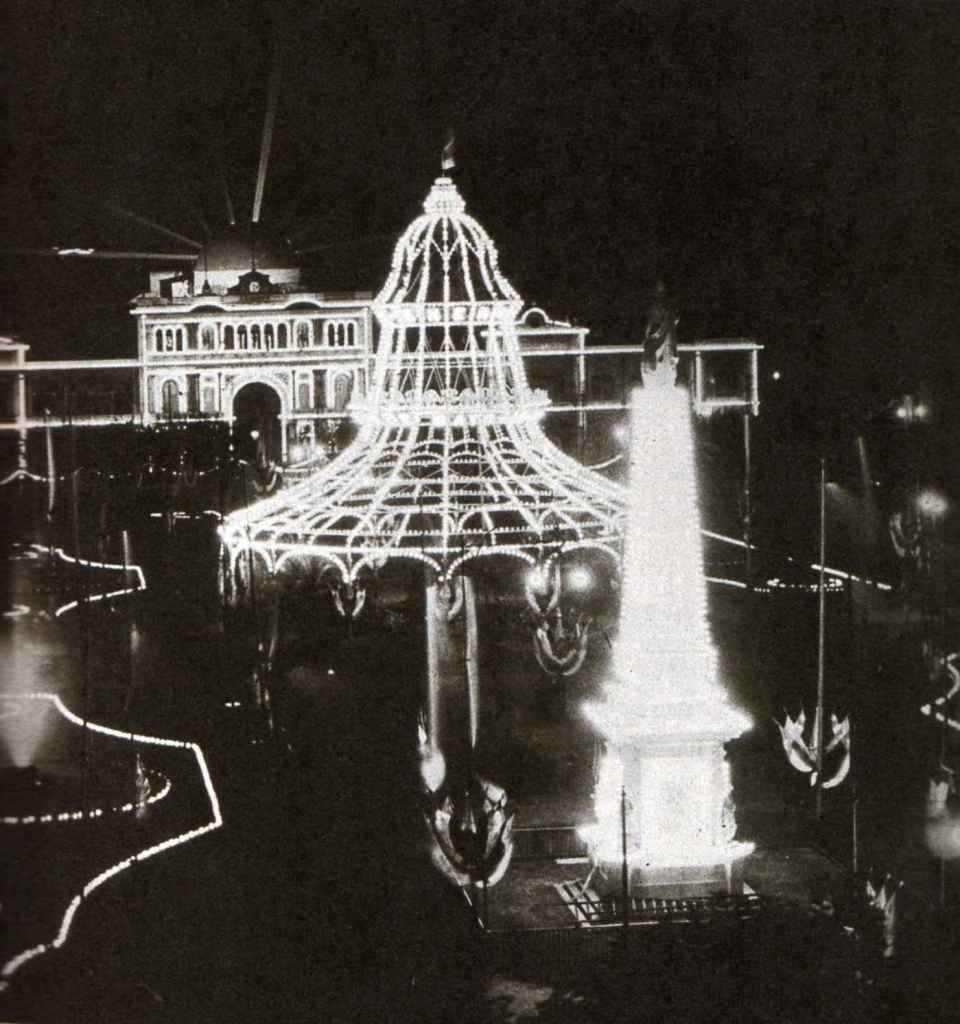
La Plaza de Mayo adornada para los festejos del Centenario.

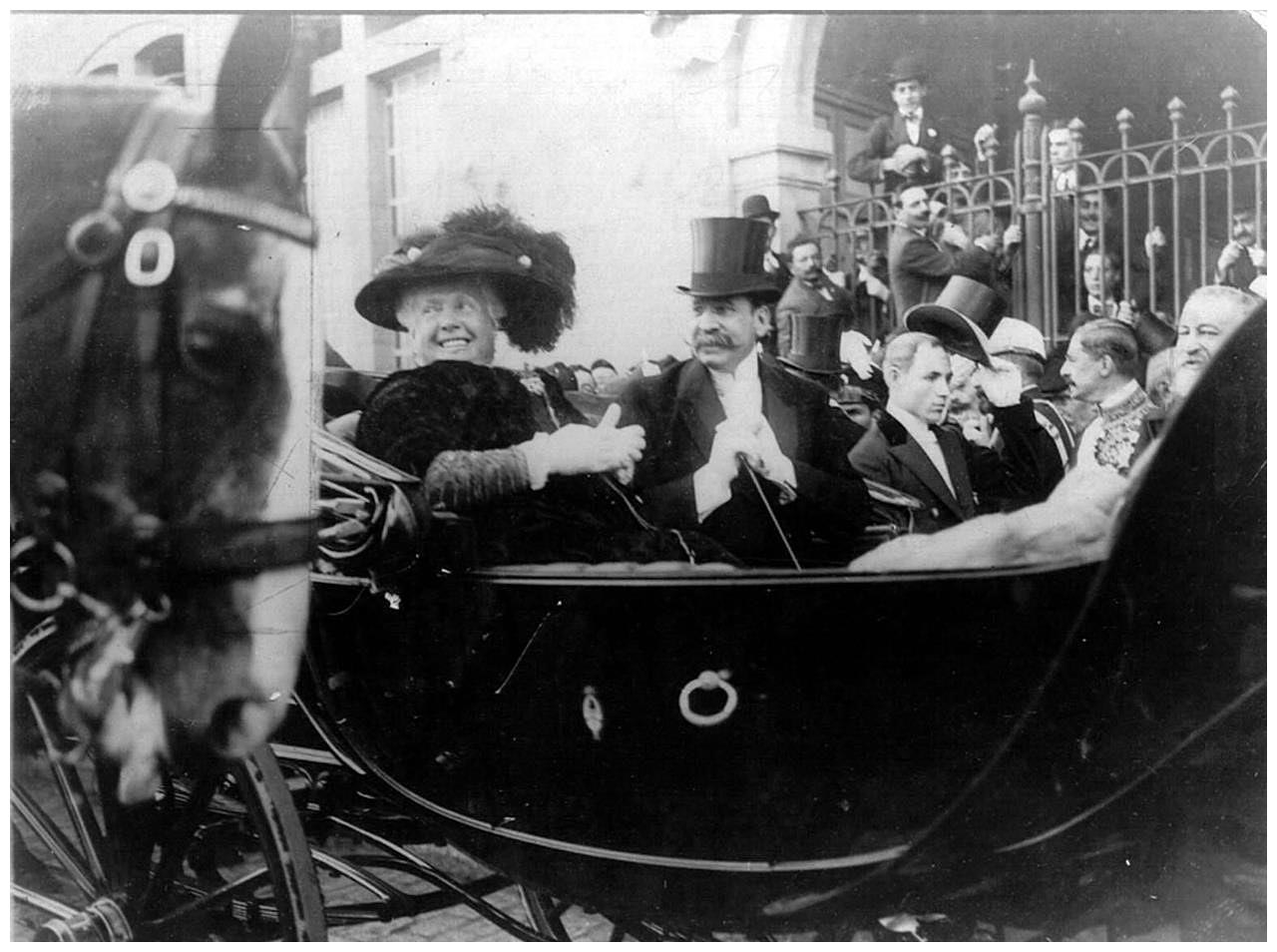
Figueroa Alcorta y la Infanta Isabel.

Figueroa Alcorta había decidido celebrar el Centenario de la Revolución de Mayo con una fastuosa fiesta, que pudiera mostrar al mundo la riqueza e influencia de la República. La Capital se vistió de fiesta, se inauguraron monumentos en parques y plazas, como homenajes de los países europeos a la Argentina. Varios jefes de Estado visitaron Buenos Aires, pero la tía del Rey de España, la Infanta Isabel de Borbón, fue el personaje más agasajado.
En medio de los festejos, algunos grupos anarquistas atentaron contra las fuerzas de seguridad, obligando al gobierno a decretar el estado de sitio; los festejos se celebraron bajo restricciones a las libertades individuales, con dirigentes sindicales presos. En respuesta, grupos de activistas de derecha incendiaron las sedes sindicales y editoriales de los diarios de izquierda.

### Fin del mandato
En 1910, luego de haberse producido las elecciones nacionales en donde se impuso la fórmula presidencia Roque Sáenz Peña - Victorino de La Plaza, Figueroa Alcorta entregó el mando presidencial el 12 de octubre de ese año.

### Gabinete

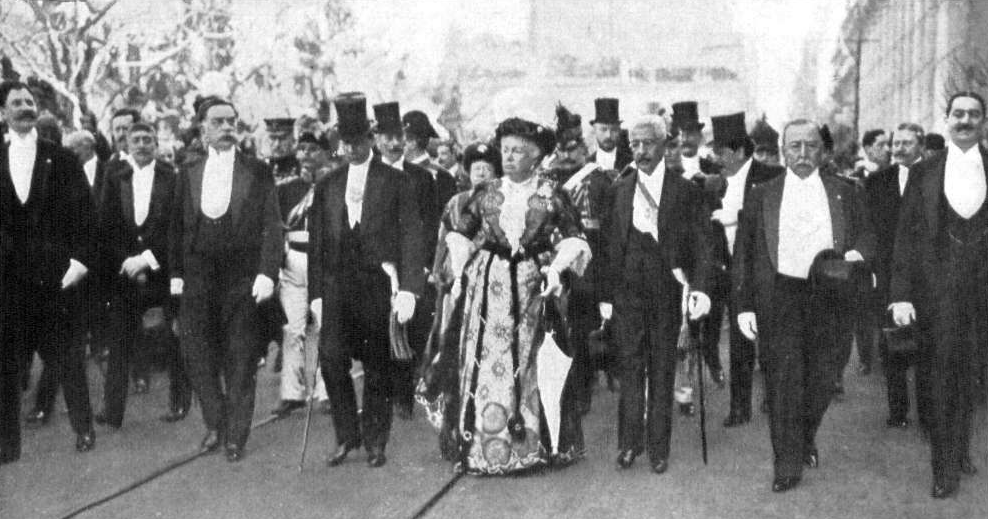
Figueroa Alcorta acompaña a la Infanta Isabel de Borbón, al salir del Tedeum celebrado el 25 de mayo de 1910, en compañía del presidente de Chile, el doctor Pedro Montt.

## La Corte Suprema de Justicia

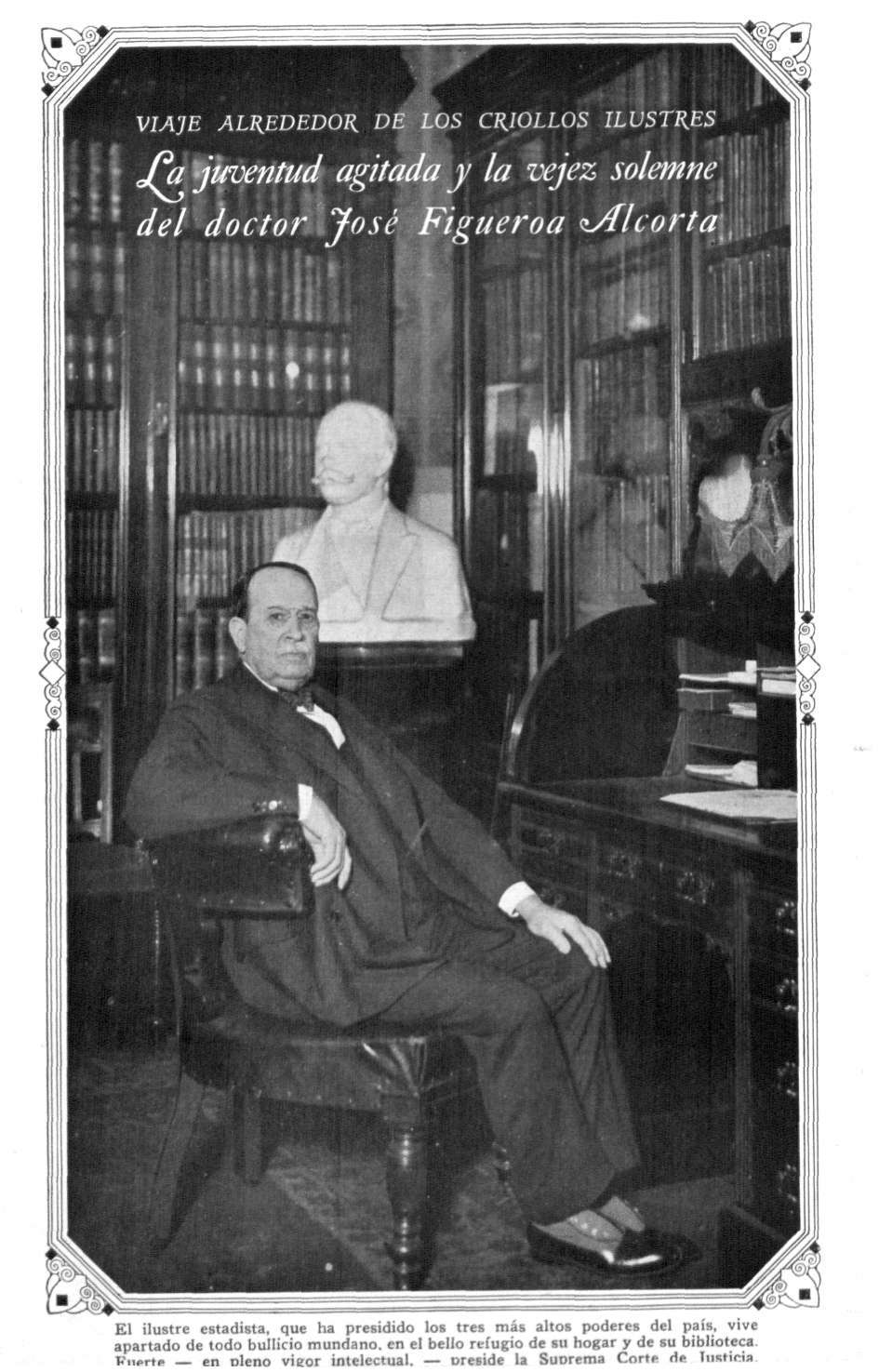
Figueroa Alcorta fotografiado para una nota de la revista Caras y Caretas. (13/9/1930).

En 1912 fue nombrado embajador en España por el presidente Sáenz Peña.
En 1915 fue nombrado ministro de la Corte Suprema de Justicia de la Nación Argentina.
El 5 de septiembre de 1930, un día antes del Golpe de Estado que depuso a Yrigoyen, este lo nombró presidente de dicho organismo. Al producirse el golpe militar, propuso a sus colegas que renunciaran todos en conjunto. Sin embargo, debido a la falta de apoyo de los demás ministros, terminó por aceptar la acordada del día 10 del mismo mes, que estableció la doctrina de los gobiernos de facto, por el cual se legalizaron todas las dictaduras militares en Argentina durante el siglo XX.
Permaneció en la Corte Suprema hasta su muerte, ocurrida en 1931.

## En los tres poderes del Estado
En los 171 años de vida constitucional de la República Argentina, José Figueroa Alcorta fue el único argentino que presidió los tres poderes del Estado nacional: al ser electo Vicepresidente de la Nación en 1904, ocupó la Presidencia del Senado; al morir el presidente Manuel Quintana en 1906, asumió la Presidencia de la Nación Argentina entre ese año y el año 1910, y fue juez de la Corte Suprema de Justicia de la Nación, a partir de 1915, siendo su presidente desde 1929 hasta su fallecimiento en 1931.

## Fallecimiento
Falleció en Buenos Aires en 1931. Sus restos descansan en el Cementerio de la Recoleta.

## Trayectoria pública
- El contenido de este artículo incorpora material de una entrada de la Enciclopedia Libre Universal, publicada en español bajo la licencia Creative Commons Compartir-Igual 3.0.

- Datos: Q442729
- Multimedia: José Figueroa Alcorta / Q442729
- Textos: Autor:José Figueroa Alcorta